# Адольф фон Гензельт
Адольф фон Гензельт (нім. Adolph von Henselt, спочатку Georg Martin Adolph von Hänselt; 9 травня 1814, Швабах — 10 жовтня 1889, Вармбрунн) — німецький композитор і піаніст.

## Біографія
У 1817 році сім'я Гензельта переселилася в Мюнхен. У віці трьох років Адольф почав вчитися гри на скрипці, два роки по тому на фортепіано (в тому числі в Антона Хальма). 

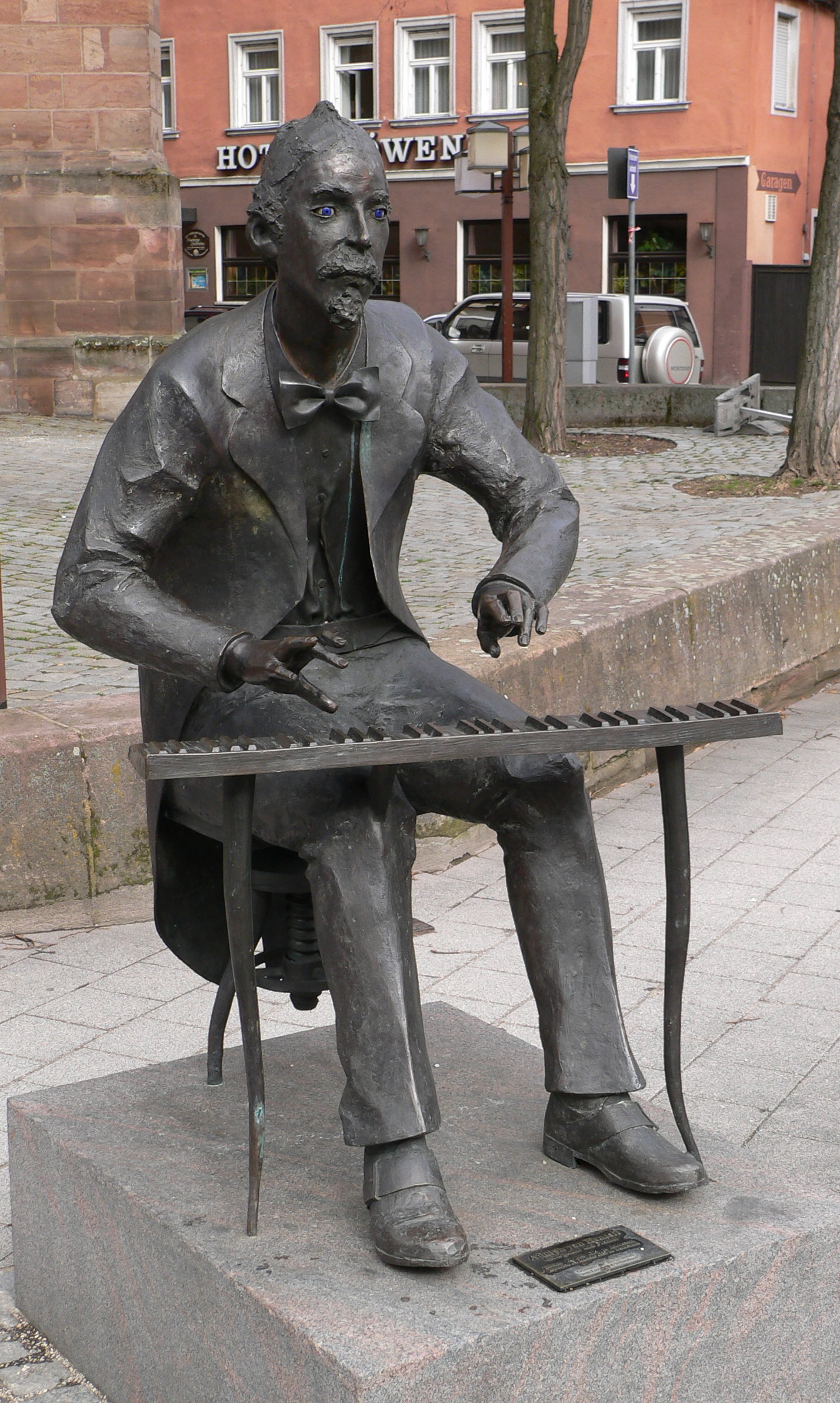
Пам'ятник Гензельтові

У 1832 році отримав стипендію короля Баварії Людвіга I, завдяки чому міг шість місяців вчитися грати на фортепіано у Йоганна Непомука Гуммеля у Веймарі. 
Його дебют 29 листопада 1832 року в Мюнхені приніс йому значний успіх. Потім до 1834 року Гензельт вивчав композицію в Відні у Симона Зехтера. 
Здійснюючи успішне чотирирічне турне містами Німеччини і Росії, Гензельт в 1836 році зустрічався в Карлових Варах з Фредеріком Шопеном. 24 жовтня 1837 року в Бад-Зальцбрунні (нині Щавно-Здруй) одружився з Розалією Фогель, приятелькою Йоганна Вольфганга фон Гете. 
У 1838 році Гензельт був призначений придворним піаністом російської імператриці Олександри Федорівни, з 1857 року — генеральним інспектором царських виховних закладів для шляхетних дівчат в Санкт-Петербурзі. Завдяки цій посаді Гензельт наступні сорок років міг впливати на музичне життя Росії, при цьому він пішов з концертної сцени в 35 років. Серед його численних учнів — Альфред Генріх Ерліх (ще в німецький період), Микола Звєрєв, Інгеборг Старк, Алі Ліндберг, Микола Бер, Володимир Стасов  та інші. 
У 1872—1875 роки — редактор музичного журналу «Нувелліст». У 1876 році Гензельтові було подаровано дворянство. У 1887—1888 роки викладав в Петербурзькій консерваторії, професор. 
Адольф фон Гензельт помер під час лікування на курорті Вармбрунн.

## Творчість
Гра Гензельта відрізнялася м'яким туше, досконалим легато, відшліфованими пасажами і майстерністю в техніці розтягування пальців. В його репертуарі переважали твори К. М. Вебера, Ф. Шопена, Ф. Ліста. 
Писав твори для фортепіано, а також концертні фортепіанні транскрипції оперних й оркестрових творів, творів російських композиторів (М. І. Глінки, П. І. Чайковського, А. С. Даргомижського, М. Ю. Вієльгорського та ін.). 

### Вибрані твори
Концерти
- Концерт f-moll для фортеп'яно з оркестром, тв.16

Камерна музика
- Тріо для фортепіано, скрипки та віолончелі, тв.24

Для фортепіано соло
- 12 «концертних етюдів», тв.2 (№ 6 «Якби я був птахом, до тебе б полетів» — найпопулярніша з його п'єс; є також в обробці Л. Годовського)
- «Поема любові» (фр. Poême d’amour), тв.3
- Рапсодія, тв.4
- 12 «салонних етюдів», ор.5
- 10 п'єс, тв.13
- Весняна пісня (нім. Frühlingslied), тв.15
- Балада, тв.31
- 4 експромти
- Романси, вальси, марші та інші п'єси для фортеп'яно

Транскрипції
- Увертюр з опер «Вільний стрілець», «Оберон», «Евріанта» К. М. Вебера
- Увертюр «Коріолан», «Егмонт» Л. ван Бетховена
- Арій і хорів К. М. Вебера

Література
- «На багаторічному досвіді засновані правила викладання фортепіанної гри». — СПб., 1868 (керівництво для вчителів музики).

Редагував видання сонат Бетховена, творів К. М. Вебера, Гуммеля, Мендельсона, Шопена; Бертіні, Крамера і Мошелеса. 

## Пам'ять
На батьківщині піаніста функціонує Міжнародне товариство Адольфа Гензельта (нім. Internationale Adolph-Henselt-Gesellschaft), проводяться фестивалі його імені. 